# Elżbieta Nowicka (literaturoznawca)
Elżbieta Maria Nowicka (ur. 12 września 1953 we Wrześni) – polska historyk literatury, profesor zwyczajny nauk humanistycznych.

## Życiorys
Od 1972 mieszkanka Poznania, absolwentka polonistyki Uniwersytetu im. Adama Mickiewicza w Poznaniu. W 1991 na Wydziale Filologii Polskiej i Klasycznej Uniwersytetu im. Adama Mickiewicza w Poznaniu uzyskała stopień doktora nauk humanistycznych na podstawie pracy zatytułowanej List poetycki polskiego romantyzmu wobec tradycji klasycyzmu napisanej pod kierunkiem Zofii Trojanowiczowej, a w 2004 stopień naukowy doktora habilitowanego.
Organizatorka seminariów naukowych organizowanych we współpracy z Komisją Muzykologiczną Polskiego Towarzystwa Przyjaciół Nauk. W latach 2004–2012 kierowała Oddziałem Poznańskim Towarzystwa Literackiego im. Adama Mickiewicza. Od 2011 kieruje Centrum Badań nad Teatrem Muzycznym UAM.
Członek Akademickiego Klubu Obywatelskiego im. Prezydenta Lecha Kaczyńskiego w Poznaniu. Była między innymi jedną z sygnatariuszek listu organizacji w sprawie stworzenia polskim instytucjom naukowym i polskim uczonym organizacyjnych i finansowych warunków do szybkiego podjęcia badań nad wyjaśnieniem wszystkich okoliczności, przyczyn i przebiegu katastrofy polskiego Tu-154 w Smoleńsku.
W 2016 uzyskała tytuł profesora. W 2021 otrzymała od Rady Miasta Poznania odznaczenie „Zasłużony dla Miasta Poznania” w uznaniu „dla dorobku naukowego i dydaktycznego, ze szczególnym uwzględnieniem badań nad operą, integrujących ogólnopolskie oraz lokalne środowiska naukowe i artystyczne”.

## Wybrane publikacje
Opracowano na podstawie materiału źródłowego.
- „Postylion niesie pisanie…”. Szkice o romantycznym liście poetyckim, Poznań 1993;
- Dzieje teatru w Polsce, Poznań 2000;
- Omamienie – cudowność – afekt. Dramat w kręgu dziewiętnastowiecznych wyobrażeń i pojęć, Poznań 2003;
- Zapisane w operze. Studia z historii i estetyki opery, Poznań 2012;
- Oblicza wieku dziewiętnastego. Studia z historii literatury, teatru i opery, Poznań 2017 (współautorka: Alina Borkowska-Rychlewska).